# Molophilus (Molophilus) pustulatus
Molophilus (Molophilus) pustulatus is een tweevleugelige uit de familie steltmuggen (Limoniidae). De soort komt voor in het Neotropisch gebied.